# Hesco-bastion
En HESCO bastion eller Hesco barrier er et byggeelement til at danne hurtige forsvarsværker i form af 'mure' eller volde af sandfyldte trådnetmoduler.
Den enkelte enhed er et sammenklappeligt bur af metaltråd, foret med tyk plasticdug. Enhederne stilles i en tæt række og fyldes med sand eller jord. Det er muligt at stable i højden. Bastionerne fås i forskellige størrelser alt efter formålet.
Oprindeligt udviklede det britiske firma HESCO disse moduler til brug ved oversvømmelser og digebygning, men de kom hurtigt i militær brug i bl.a. Irak og Afghanistan. Ideen er at det tager lang tid for folk at fylde sandsække, og med disse trådbure, der kan fyldes med en gravemaskine eller frontlæsser, kan arbejdet gøres over 10 gange hurtigere. Burene transporteres sammenklappede og foldes ud på stedet og fyldes.

## Beskyttelse
En 60 centimeter tyk sandfyldt kurv kan stoppe riffelkugler og granatsplinter, mens en tykkelse på 1,5 meter beskytter mod en RPG. Omkring 1,2 meters tykkelse beskytter mod de fleste bilbomber.